# Monti Soktachan
I monti Soktachan (in russo Соктахан горный хребет?, Soktachan gornyj chrebet) sono una catena montuosa dell'Estremo Oriente russo situata nel territorio del Zejskij rajon dell'Oblast' dell'Amur.
I Soktachan fanno parte del sistema montuoso Jankan-Tukuringra-Soktachan-Džagdy. Si estendono, a ovest, dalla riva sinistra del fiume Zeja (ora dalle rive del suo bacino) fino alla depressione dove si trova il lago Ogoron, da cui scorre il fiume Dep, a est. Il bacino della Zeja si trova esattamente tra i monti Tukuringra e i Soktachan. Il punto più alto dei Soktachan è il monte Bekel'deul' (1 469 m).